# Pseudocrates
Pseudocrates is een geslacht van vlinders van de familie Lecithoceridae.

## Soorten
- P. anthisphena Meyrick, 1918
- P. soritica Meyrick, 1918